# کلویی والنتینی
کلویی والنتینی (فرانسوی: Chloé Valentini‎؛ زادهٔ ۱۹ آوریل ۱۹۹۵) بازیکن هندبال زن اهل فرانسه است.